# Lenguas zaparoanas
Las lenguas zaparoanas o záparas constituyen un conjunto de lenguas indígenas de América casi extintas habladas en las regiones amazónicas de Perú y Ecuador. Según Morris Swadesh (1959), el grado de diferenciación interna implicaría al menos 4100 años de divergencia lingüística. Actualmente consiste de cinco lenguas, todas ellas en peligro de extinción o ya extintas. De acuerdo con la evidencia existente, otras dos lenguas ya extintas, el omurano y el aushiri, forman parte de la familia.

## Clasificación
En general, existe consenso entre los lingüistas modernos acerca de la clasificación de la familia zaparona. El territorio de los hablantes de lenguas záparo se extiende entre los ríos Napo al norte, Tigre al sur y Marañón al sudeste. El núcleo original del proto-záparo parece ubicarse (Payne (1984)) en los alrededores de la actual ciudad de Iquitos, desde donde habrían ascendido el río Tigre hasta sus nacientes, conformando el núcleo del subgrupo arabela-andoa.
El proyecto comparativo ASJP muestra una cierta relación léxica con las lenguas bora. Sin embargo, dicha similitud podría deberse a razones accidentales o préstamos y no es prueba en firme de parentesco.

### Lenguas de la familia
Hacia finales del siglo XX todavía se hablaban cuatro lenguas zaparoanas: andoa, arabela, cahuarano, iquito y záparo propiamente dicho. Esta última que en otro tiempo se hablaba en amplias zonas de Ecuador está prácticamente extinguida.
El Idioma auishiri y el omurano, extintos a mediados del siglo XX, son de clasificación dudosa. Algunos autores han conjeturado que podrían ser lenguas zaparoanas dada la cercanía geográfica. Kaufman considera el omurano que no estaría emparentado con las lenguas zaparoanas, sino con el candoshi o el taushiro.
| Subgrupo        | Lengua                                                   | Dialectos | Cobertura geográfica           | N.º estimado de hablantes                                                                        | Código ISO/DIS 639-3 |
| --------------- | -------------------------------------------------------- | --------- | ------------------------------ | ------------------------------------------------------------------------------------------------ | -------------------- |
| I               | Iquito (o amacacore, quiturano, jakenomi)                |           | Provincia de Maynas (Perú)     | 150 (1997) 35 (2002) Población étnica 500 (Gordon [2002])                                        | [iqu]                |
| I               | Cahuarano (o cahuarana moracano)                         |           | Provincia de Maynas (Perú)     | 5 (1976) Probablemente extinta.                                                                  | [cah]                |
| II              | Arabela (o tapweyokwaka, chiripuno)                      |           | Provincia de Maynas (Perú)     | 150 (1997) 50 (2002)                                                                             | [arl]                |
| II              | Andoa-shimigae (o andoa, shimigae, gae, gay, siaviri)    |           | Provincia de Maynas (Perú)     | 5 en 1975. Extinta. Grupo étnico 150. El último hablante habría fallecido en 1993 (Wise [1999]). | [anb]                |
| II              | Záparo (o zápara, sápara, kayapwé)                       |           | Provincia de Pastaza (Ecuador) | 150 (1997) 1 (2000) Casi extinta. Extinta en Perú.                                               | [zro]                |
| II              | Conambo                                                  |           | Provincia de Maynas (Perú)     | Extinta.                                                                                         |                      |
| No-clasificadas | Omurano (o humurana, roamaina, numurana, umurano, mayna) |           | Provincia de Maynas (Perú)     | Extinta en 1958                                                                                  | [omu]                |
| No-clasificadas | Aushiri (o auxira)                                       |           | Provincia de Maynas (Perú)     | Extinta                                                                                          | [avs]                |

### Relación con otras lenguas
Existen varias propuestas especulativas que relacionan las lenguas zaparoanas en un supuesto macrófilo kawapano-záparo, y otras en un macrófilo záparo-peba, con base en la vecindad geográfica. Hay quien encuadra esta familia dentro de la familia andina-kacupana-záparo y hay otros que la incluyen en la záparo-peba, junto con la yawan que tiene 6000 años de diversificación lingüística. En general ninguna de estas propuestas ha recibido amplia aceptación por parte de los especialistas.

## Descripción lingüística
Las lenguas zaparoanas tienen en general un sistema fonológico simple formado típicamente por cuatro vocales (a, i, i, u y un número en general pequeño de consonantes. Las vocales presentan oposición de cantidad.

### Gramática
Las lenguas záparo tienen un orden relativamente libre. La persona no se marca en el verbo sino al igual que en inglés se indica mediante un pronombre independiente. El uso de dichos pronombres es obligatorio, al punto que incluso cuando aparece un sujeto léxico explícito se requiere el uso de un pronombre de tercera persona. La siguiente tabla resume las formas de los pronombres personales en varias lenguas:
| Pronombres personales en lenguas zaparoanas | Pronombres personales en lenguas zaparoanas | Pronombres personales en lenguas zaparoanas    | Pronombres personales en lenguas zaparoanas | Pronombres personales en lenguas zaparoanas | Pronombres personales en lenguas zaparoanas | Pronombres personales en lenguas zaparoanas | Pronombres personales en lenguas zaparoanas |
|                                             | 1S                                          | 2S                                             | 3S                                          | 1Pin                                        | 1Pex                                        | 2P                                          | 3AP                                         |
| ------------------------------------------- | ------------------------------------------- | ---------------------------------------------- | ------------------------------------------- | ------------------------------------------- | ------------------------------------------- | ------------------------------------------- | ------------------------------------------- |
| Záparo                                      | ko / kwi / k-                               | ʧa / ʧ- / k-/ ki                               | naw / no / n-ˑ                              | pa /p-                                      | kana /kaʔno                                 | kina / kiʔno                                | na                                          |
| Arabela                                     | janiya / -nijia / cua cuo- / cu- / qui      | quiajaniya / quiaa / quia / quio- -quia / cero | nojuaja / na / ne- / no- -Vri / -quinio     | pajaniya / paa / pa / po- pue- / -pue       | canaa                                       | niajaniya / niaa / nia / nio-               | nojori / na / no-                           |
| Iquito                                      | cu / quí / quíija                           | quia / quiáaja                                 | anúu / anúuja                               | p'++ja                                      | cana / canáaja                              |                                             | naá / nahuaáca                              |
| Conambo                                     | kwiɣia / ku                                 | kyaχa                                          |                                             |                                             |                                             |                                             |                                             |

A pesar del orden relativamente libre en los sintagmas compuestos el núcleo aparece al final, como en los siguientes ejemplos tomados del záparo:
(1) sawanaw iawka [sawaniawka]
algodón hilo
'hilo de algodón'
(2) ko-áno ariáwko
1.ªP.SG-madre perro
'el perro de mi madre'

## Comparación léxica
A continuación se muestran algunas comparaciones léxicas entre los numerales de lenguas andinas:
| GLOSA | Grupo II            | Grupo II | Grupo II        | Grupo I          | Grupo I           | PROTO- ZAPAROANO |
| GLOSA | Záparo              | Andoa    | Arabela         | Iquito           | Cawarano          | PROTO- ZAPAROANO |
| ----- | ------------------- | -------- | --------------- | ---------------- | ----------------- | ---------------- |
| 1     | nukaki              | nikínjo  | nikiriyatu      | nóki             | núki              | *nuki-           |
| 2     | namisciniki         | (iški)   | ka:piki         | kó:mi            | kó:mi             | *ko:pi(?)        |
| 3     | haimuc- kumarači    | (kímsa)  | jiu:jinaraka    | sesára- maxetâ   | sesé:ra- makitána |                  |
| 4     | [2] + ckaramaitacka |          | sa: kake:takaja | sora- máxetan    | sora- máxetan     |                  |
| 5     | [4] + [1]           |          |                 | tixere tseó:naka | tixe:ri kiwánaka  |                  |
| 6     | [3] + ckaramaitacka |          |                 |                  |                   |                  |

Los términos entre paréntesis son préstamos tomados del quechua.